# Ламет (народ)
Ламет — мон-кхмерский народ, проживающий в Лаосе и Таиланде, в южной части бассейна реки Нантха. Язык ламет (лемет, кха-ламет) входит в группу палаунг-ва мон-кхмерской ветви австроазитской семьи. Условно включаются в группу горных кхмеров.
Численность, по некоторым оценкам, достигает около 20 тыс. человек.

## Религия
Распространён анимизм, буддизм и традиционные верования, основанные на культе природных предков и духов-покровителей. У ламетов развит музыкальный фольклор.

## Основные занятия
Ламеты занимаются ручным подсечно-огневым земледелием, рыболовством, охотой, собирательством, плетением из бамбука, ротанга, пальмовых листьев.

## Одежда и пища
Мужская одежда состоит из куртки и штанов, а женская — из несшитой юбки и кофты.
В пищу употребляют печёное мясо и клейкий рис.